# Osztrák zergevirág
Az osztrák zergevirág (Doronicum austriacum) az őszirózsafélék családjába tartozó, Dél- és Közép-Európában honos, üde talajú erdőkben, forráslápokon élő, aranysárga virágú növény.

## Megjelenése
Az osztrák zergevirág 50–120 cm (ritkán 150 cm) magas, lágyszárú, évelő növény. Elfásodó gyöktörzse rövid. Szára felálló, többszörösen elágazó, dúsan leveles. Alul kopasz, felül kissé szőrözött. Alsó levelei nyelesek, szív alakúak; a felsők kisebbek és inkább megnyúltak, hegedű formájúak, karéjosan szárt ölelők. Felületük finoman pelyhes, szélük ép. A tőlevelek a virágzás idejére leszáradnak. A levelek közti szárköz mindig rövidebb, mint a levelek hossza.
Június-júliusban virágzik. Aranysárga szirmú, 3–5 cm átmérőjű fészekvirágzatai 5-12 tagú sátorvirágzatot alkotnak.
Termése kaszattermés. Kromoszómaszáma 2n=60.
A telekivirággal lehet összetéveszteni. 

## Elterjedése és termőhelye
A Pireneusoktól Dél- és Közép-Franciaországon, az Alpokon, az Északi-Appennineken és a Kárpátokon keresztül egészen Észak-Görögországig és Kisázsiáig megtalálható.
Üde hegyi erdők, bükkösök, fenyvesek, égerligetek növénye, különösen patakpartokon, forráslápokon fordul elő. Magyarországon ritka, magashegységekben, például a Tátrában tömeges is lehet. Általában 600-2000 méteres magasságban nő. Néha kertekben dísznövényként ültetik.
Magyarországon védett, természetvédelmi értéke 50 000 Ft.

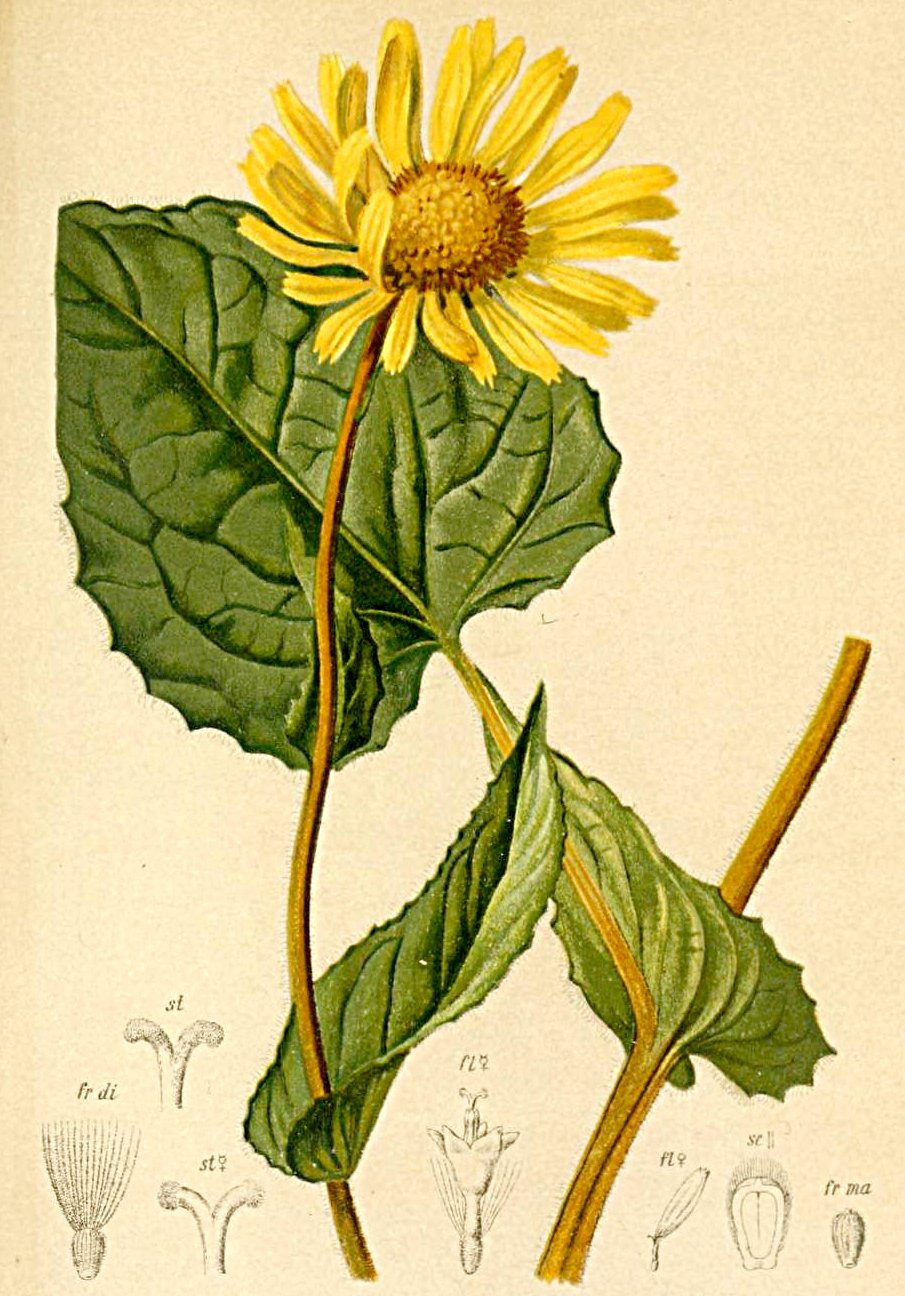
Osztrák zergevirág az 1882-es Atlas der Alpenflora-ban
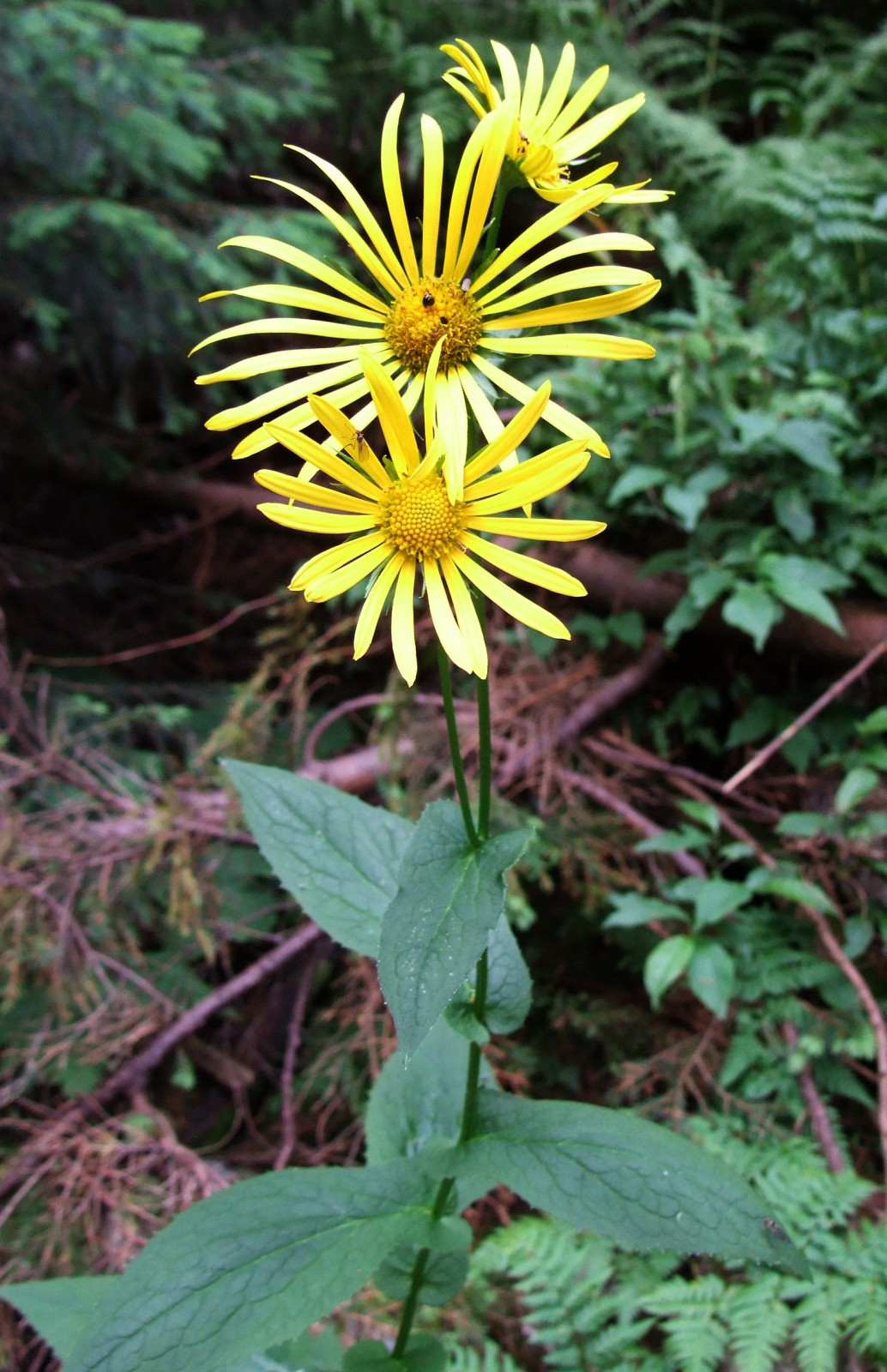
Virágzó zergevirágok
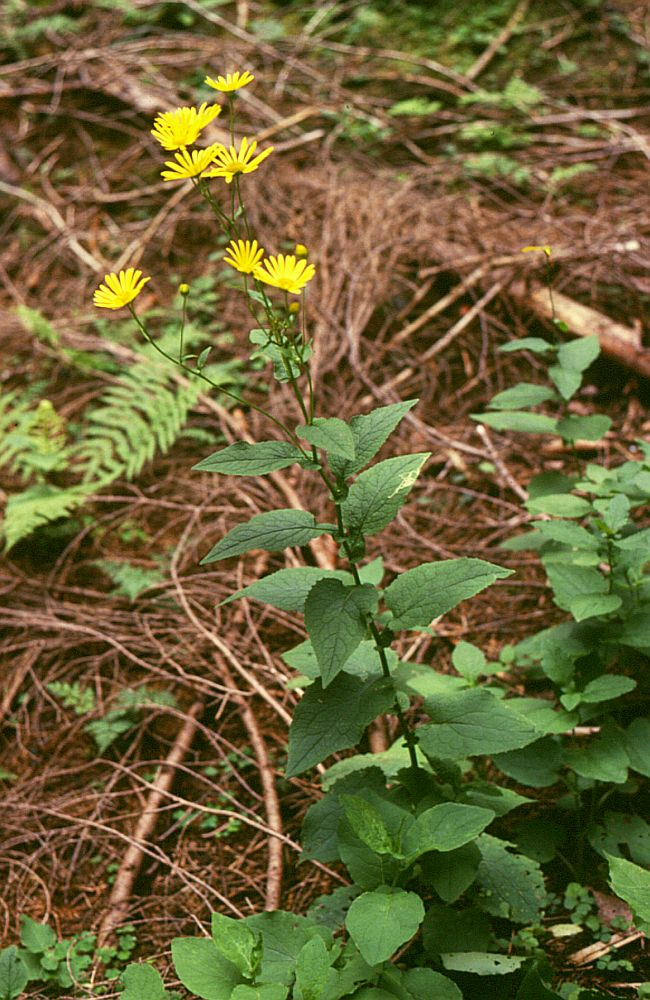
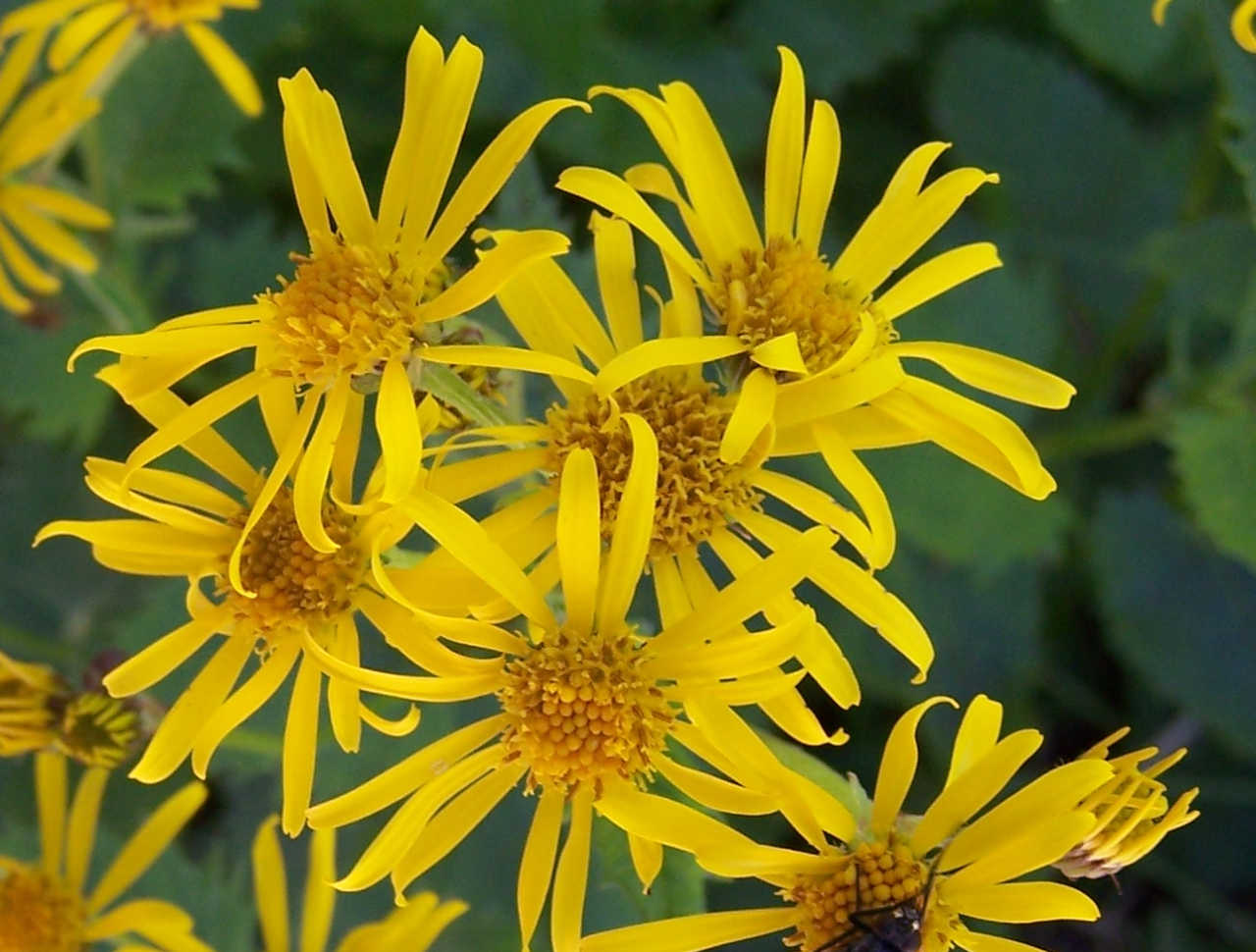